# La Celle-Saint-Cloud
La Celle-Saint-Cloud [la sɛl sɛ̃ klu] je francouzská obec v departementu Yvelines v regionu Île-de-France. Nachází se v arrondissementu Versailles a kantonu Le Chesnay. Má přibližně 20 tisíc obyvatel a rozlohu 5,8 km².

## Geografie
Nachází se 15,6 kilometru západně od centra Paříže, osm kilometrů jihovýchodně od Saint-Germain-en-Laye a šest kilometrů severně od Versailles.
Sousední obce jsou Rueil-Malmaison na severovýchodě, Vaucresson na jihovýchodě, Le Chesnay-Rocquencourt na jihu a jihozápadě, Louveciennes na západě a Bougival na severozápadě.